# 창림초등학교
창림초등학교는 대한민국 강원특별자치도 횡성군 횡성읍에 있는 공립 초등학교이다.

## 학교 연혁
- 1942년 8월 20일 창림공립국민학교 개교
- 1986년 9월 15일 교사 개축 준공
- 1987년 3월 3일 병설유치원 개원
- 1996년 3월 1일 창림초등학교로 개칭
- 2000년 10월 1일 컴퓨터실 설치
- 2004년 11월 18일 구 유치원 교실 개축(예지관) 완공
- 2008년 9월 1일 과학실 현대화
- 2010년 7월 21일 학교 본동 리모델링 현대화
- 2015년 2월 11일 급식소 개관

## 학교 동문
== 참고 자료 == 미술교실
- 창림초등학교 - 한국교육학술정보원 학교알리미